# Bruno Santos
Bruno Santos (ur. 31 sierpnia 1979 w Belo Horizonte) – brazylijski model.

## Życiorys

### Wczesne lata
Urodził się w Belo Horizonte w stanie Minas Gerais jako najstarszy syn Marii da Conceição Barbosa dos Santos i João Henrique dos Santosa (zm. 2002). Dorastał z trójką młodszych braci i jedną młodszą siostrą. Jego dziadkowie, João Nestor Elias dos Santos i Mônica Silva dos Santos, byli farmerami. Młody Santos spędzał wolny czas na pomocy w pracy na fermie i na grach sportowych. Żeby pomóc w utrzymaniu domu i trudnościach finansowych rodziny, w wieku od 7 do 12 lat Bruno handlował na ulicy i przy szkole lodami i innymi smakołykami. W tym czasie pomagał też matce w sprzedaży biżuterii i odzieży. W wieku 15 lat pomagał ojcu w sprzedaży filtrów wodnych i na budowie. Jego ojciec był bezrobotny i szybko popadł w alkoholizm. Po ukończeniu technicznej szkoły średniej CEFET (Centro Federal de Educação Tecnológica) w Brazylii na kierunku projektowania budownictwa drogowego, podjął pracę m.in. w budownictwie, handlu detalicznym, usługach publicznych, szkole, restauracji i rachunkowości.

### Kariera
Po przyjeździe do Paryża w 2000, rozpoczął, za namową przyjaciółki, pracę modela zarówno dla Versace, jak i Giorgio Armaniego. To przyniosło mu przydomek „Gisele Bündchen w spodniach”. W 2004 przeniósł się do Nowego Jorku, gdzie spotkał agenta Ike’a Gameza. Uczestniczył w kampaniach reklamowych Stevena Kleina. Po opuszczeniu nowojorskiej agencji Quest Model Management, związał się z agencją Wilhelmina Models. Był twarzą Calvina Kleina, Guess, H&M, Óscara de la Renty i L’Oréal.
Brał udział w kampaniach reklamowych dla magazynów takich jak: „Vogue” (Stany Zjednoczone i Włochy), „Styl”e (Szwajcaria), „GQ” (edycja włoska, amerykańska, niemiecka, hiszpańska i koreańska), „V”, „Men’s Health”, „Cosmopolitan” (edycja amerykańska, amerykańska, niemiecka, hiszpańska i brazylijska), „Glamour” (edycja brazylijska) i „Elle”. Pojawił się także kilka w artykułach w gazetach w Grecji, Niemczech, Meksyku, Brazylii, Polsce, USA i całej Ameryce Łacińskiej.

## Nagrody
| Rok  | Nagroda                                               | Kategoria                         |
| ---- | ----------------------------------------------------- | --------------------------------- |
| 2002 | Ranking brazylijskiego tygodnika „Época”              | Top 10 męskich modeli z Brazylii  |
| 2003 | Ranking portalu internetowego Models.com              | 20. najlepszych modeli na świecie |
| 2004 | Ranking portalu internetowego Models.com              | 18. najlepszych modeli na świecie |
| 2005 | Ranking portalu internetowego CelebrityMaleModels.com | Model miesiąca (luty 2005)        |